# Lintneria istar
Lintneria istar ist ein Schmetterling (Nachtfalter) aus der Familie der Schwärmer (Sphingidae). Die Art wurde von Tuttle (2007) mit einer Reihe von anderen Arten der Gattung Sphinx in die Gattung Lintneria Butler, 1876 gestellt.
Das Verbreitungsgebiet von Lintneria istar reicht vom Süden der USA bis Mittelamerika. 

## Merkmale
Die Falter haben eine Vorderflügellänge von 50 bis 62 Millimetern. Die Oberseite der Vorderflügel ist dunkelgrau mit braunen Schattierungen. Eine Reihe von schmalen Strichen verläuft von der Flügelspitze bis zum Diskalfleck. Eine breiter, dunkelbrauner Fleck verläuft von der Mitte des Außenrandes bis zur Basis des Flügels. Zwischen den Strichen und dem Fleck ist der Vorderflügel von der Zelle bis zum Außenrand grau. Die Oberseite der Hinterflügel ist schwarz, mit braungrauem Rand und zwei weißen Binden. Am Thorax befindet sich ein Paar dunkelbrauner, schwarz gerandeter Längsbinden. Die Art wird häufig mit Lintneria separatus verwechselt. Die ähnliche Art hat jedoch ein Paar kleiner, oranger Flecke auf dem Kragen des Thorax, die direkt hinter den Fühlerbasen liegen und die Lintneria istar fehlen. Der Weißanteil der Vorderflügel und der dunkelbraune Fleck auf den Vorderflügeln sind etwas variabel.
Die Raupen haben eine schwarze Grundfarbe, die von sehr vielen, kleinen, gräulichweißen Sekundärborsten überdeckt wird und so die Raupen gefleckt erscheinen lassen. Die Borsten sind teilweise so aneinandergruppiert, dass sich schräge seitliche Streifen bilden. Die Raupen sind mit ihrer Färbung gut an den holzigen Stämmen der Nahrungspflanzen getarnt. Wie auch bei den nahe verwandten Arten haben die Raupen anfangs eine fleischige Ausstülpung am zweiten Segment des Thorax, die im letzten Stadium durch einen Buckel ersetzt wird. Am Rücken des Buckels befindet sich am zweiten und dritten Thoraxsegment ein großer schwarzer Fleck, der weiß und hellbraun gerandet ist. Am ersten Thoraxsegment befindet sich ein weiterer, kleinerer schwarzer Fleck, der weiß gerandet ist.
Die Puppe ist dunkel rotbraun und hat eine glatte, ziemlich glänzende Oberfläche. Die freie Rüsselscheide ist ziemlich lang und erreicht etwa 40 % der Länge der Flügel. Sie krümmt sich in einem Bogen vom Körper weg und berührt ihn wieder mit der Spitze. Der kurze Kremaster ist breit und endet in einer leichten Doppelspitze.

## Vorkommen
Das Verbreitungsgebiet der Art reicht vom Süden der USA bis Mittelamerika. In den Vereinigten Staaten ist Lintneria istar in Texas, New Mexico und Arizona verbreitet, wobei Art am häufigsten an der mexikanischen Grenze auftritt. Aus New Mexico ist sie nur durch einen Nachweis aus Sandoval County im Nordwesten nachgewiesen. Im Süden reicht die Verbreitung über Mexiko bis mindestens nach Guatemala.
Die Tiere besiedeln Canyons und Hänge im Bergland. Man findet sie in Höhen von ungefähr 1500 bis 2500 Meter.

## Lebensweise
Die Falter werden durch Lichtquellen angezogen. Sie sind beim Blütenbesuch an Salvia lemmonii und Salvia greggii nachgewiesen. Die Falter schlüpfen in Gefangenschaft während der Abenddämmerung.

### Flug- und Raupenzeiten
Die Falter fliegen in einer Generation im Juli und August während der Sommerregenfälle.

### Nahrung der Raupen
Die Raupen fressen an Salvia lemmonii und kultiviertem Salvia greggii.

## Entwicklung
Die Weibchen legen ihre grünlichen Eier einzeln an beiden Seiten der Blätter der Raupennahrungspflanzen ab. Die Eier werden sehr häufig von Parasitoiden befallen. Die Raupen sind nachtaktiv und verstecken sich tagsüber in Pflanzenresten am Boden nahe der Nahrungspflanzen. Sie sind tagsüber nur sehr schwer zu entdecken. Die Verpuppung erfolgt in einer Kammer mehrere Zentimeter tief im Erdboden.

## Belege